# ホッスモ
ホッスモ(Najas graminea)は、トチカガミ科イバラモ属に属する植物。ため池や湖沼などに生息する沈水生の水草である。和名は、形態が仏具の払子に似ることに由来する。

## 分布
アジア、オーストラリア、ヨーロッパ、北アフリカなど広く分布する他、北アメリカには外来種として生育している。日本でも全国各地に分布している。

## 生態
一年草。茎は最大50cmほどになり、幅0.5mmほどの線形葉を3輪生する。葉の鋸歯は目立たない。花期は7-9月、葉腋に花をつけ、そこに長さ2-3 mm の種子をつくり繁殖する。染色体数は、2n=24の4倍体と、2n=36の6倍体が知られる。

## 類似種
トリゲモやオオトリゲモなど、イバラモ属の各種に形態が類似するが、葉の基部にある葉鞘が耳状に尖る点で、他種と区別できる。また前2種に比べて手触りが柔らかく、あまり反り返らない点でも異なる。